# ديانا موريسون
ديانا موريسون (بالإنجليزية: Diana Morrison)‏ هي مغنية بريطانية، ولدت في 1969.